# امامزاده قاسم (تهران)
بقعه امامزاده قاسم مربوط به دوره صفوی است و در شهرستان شمیرانات، در مجاورت کوهستان شمیران واقع شده و این اثر در تاریخ ۲۸ فروردین ۱۳۵۱ با شمارهٔ ثبت ۹۰۸ به‌عنوان یکی از آثار ملی ایران به ثبت رسیده است.
امامزاده قاسم در شمال منطقه شمیران و در روستای قدیمی «دژ علیا» واقع است. بنای اصلی امامزاده برجی هشت ضلعی است که هر ضلع آن از داخل ۲/۲۵ متر عرض دارد و از آجر ساخته شده‌است. این بقعه امروزه دارای صحن، ایوان، رواق و گنبد کاشی‌کاری است. اصل بنای بقعه را از قرن هفتم هجری دانسته‌اند. در زمان شاه تهماسب صفوی صندوقی با تاریخ ۹۶۳ هـ. ق بر روی مرقد نهاده شد.
طبق معتبرترین نظرات، این امامزاده، قاسم بن حسن بن زید بن حسن مجتبی می‌باشد که دختر او به نام خدیجه به همسری عبدالعظیم حسنی در می‌آید.
طبق گفته‌ برخی از علما مانند فاضل دربندی در اسرار الشهادة و سرمایه‌ی ایمان،ابی مخنف و سید مرتضی رازی در بحرالانساب که در حالِ حاضر نسخه‌ی خطی این کتاب موجود هست، روضه‌خوان تبریزی در بحرالمصائب و مقتل فاضل هندی و امامزادگان ری، این بقعه، مدفن سر قاسم بن حسن هم هست که به دستور عمر بن سعد به نشانه‌ی پیروزی به ری فرستاده شد و پس از مصائب سخت در محل فعلی امامزاده قاسم دفن شد.

## تاریخچه بقعه

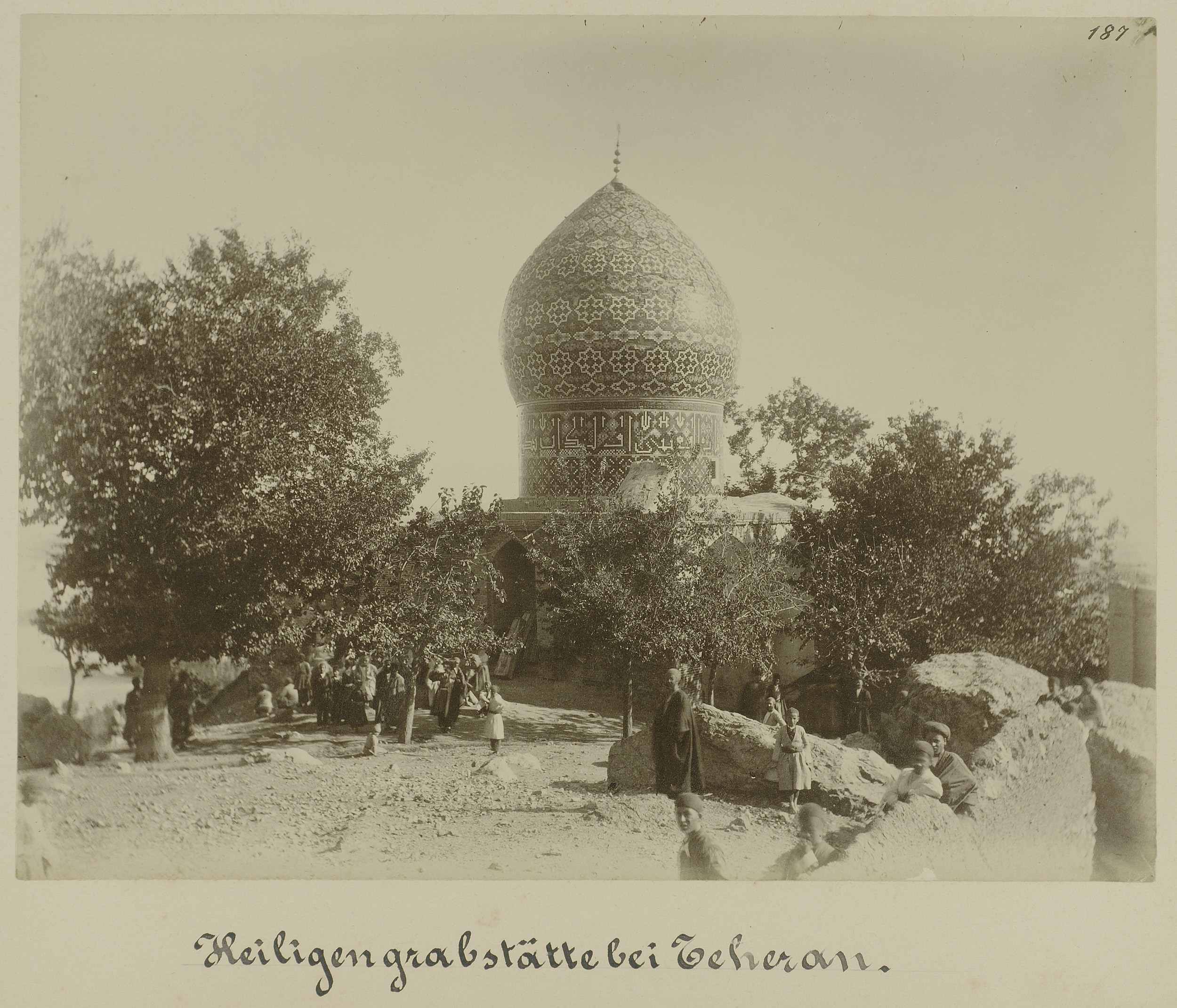
امامزاده قاسم در اوایل قرن ۱۳ قمری

در زمان فتحعلی شاه قاجار این بقعه توسعه پیدا کرد و ایوانی رو به جنوب ساخته شد و ایوان شرقی تبدیل به رواق حرم شد. سپس گنبد کاشی‌کاری شده‌ای نیز بر فراز بارگاه احداث کردند و مرمت‌هایی نیز به دستور ناصرالدین‌شاه قاجار انجام گرفت. بیرون بقعه و در گوشه جنوب غربی بنای قدیم، هنوز طاق نماها و رومی‌های عهد صفویه مشهود است. گنبد بیرونی بنا پیازی شکل است و ساقه آن با پوششی از کاشی خشتی با نقوش هندسی و خطوط کوفی بنایی تزیین شده‌است. صندوق امامزاده در سال ۹۶۳ هـ. ق در سی و سومین سال پادشاهی شاه تهماسب صفوی روی مرقد نصب شد.
روزی صندوقچه‌ چوبی اینگونه حک شده است:
(اسدالله الغالب علی بن ابی‌طالب علیه‌السلام، هذا المرقد الشریف و المقبر المنیف، صلوات الله علی مشرفها و هو سلطان المقربین و برهان المتقین و سلاله ائمه المعصومین صلوات الله علیهم اجمعین قاسم بن حسن بن امیرالمؤمنین، و یعسوب الدین، و ابن عم رسول رب العالمین)...

## نگارخانه

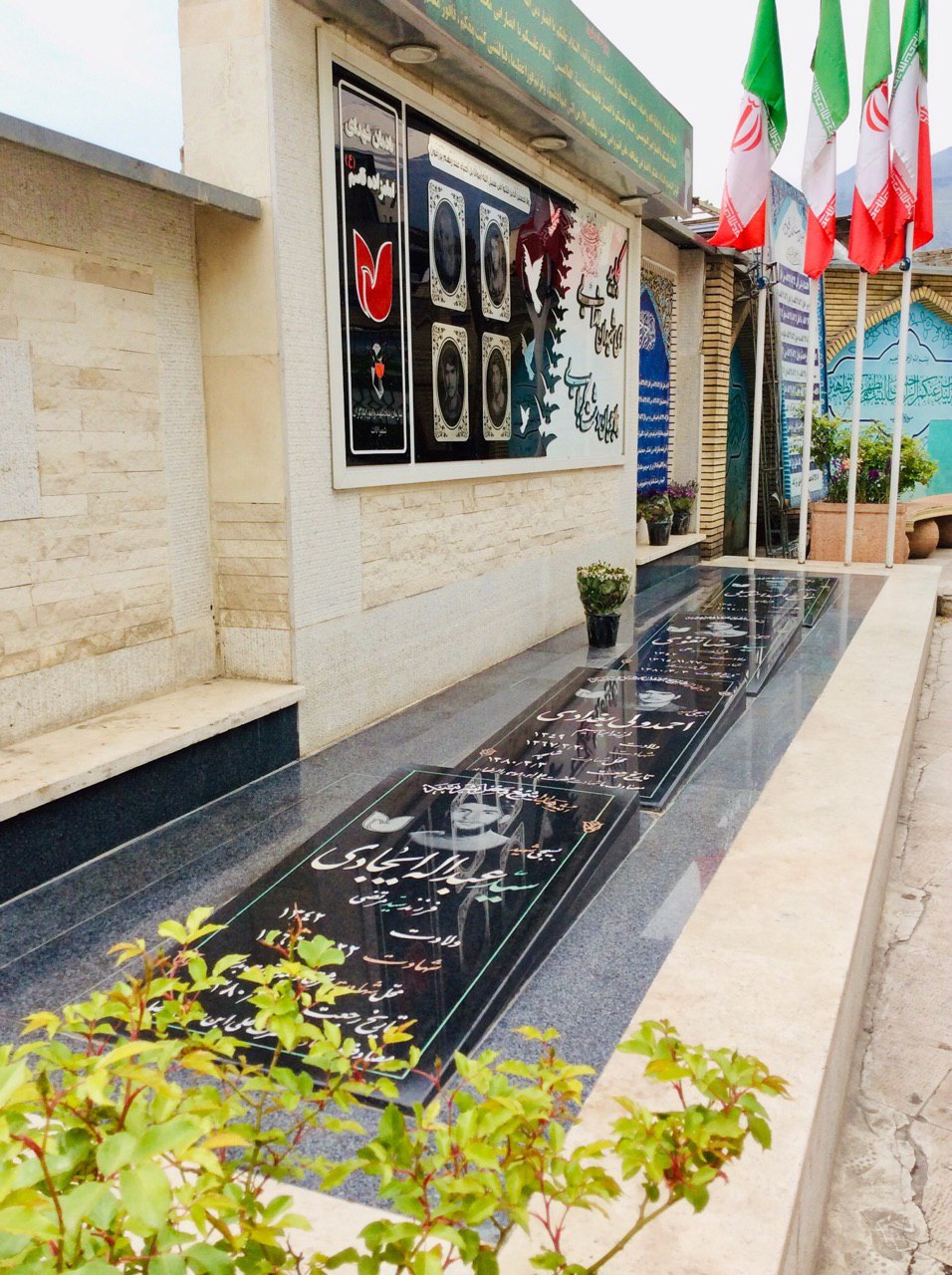
کشتگان مدفون در محوطه امامزاده
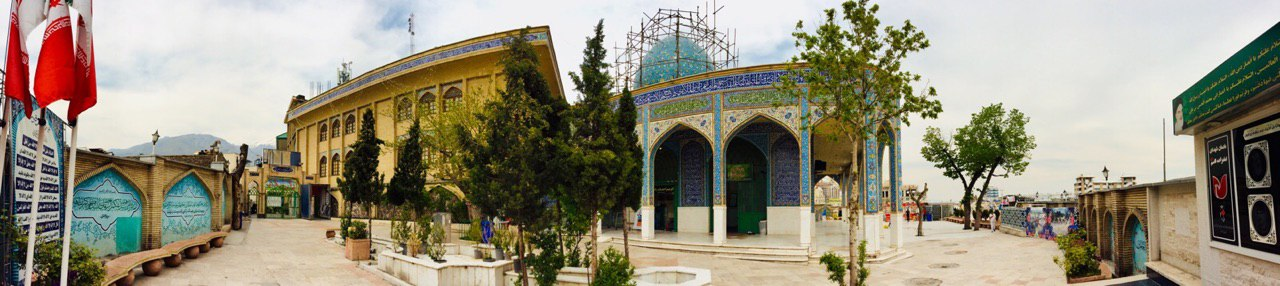
نمای بیرونی امامزاده